# حركة الحياة الجديدة
حركة الحياة الجديدة (بالصينية: 新生活運動;) هي حركة مدنية قادتها الحكومة في الصين في ثلاثينيات القرن الماضي لتعزيز الإصلاح الثقافي والأخلاق الاجتماعية الكونفوشيوسية الجديدة، وتوحيد الصين في ظل أيديولوجية مركزية بعد ظهور تحديات أيديولوجية.
أطلق شيانغ كاي شيك كرئيس للحكومة والحزب القومي الصيني المبادرة في 19 فبراير 1934، كجزء من حملة مناهضة للشيوعية، وسرعان ما وسع الحملة لاستهداف الأمة بأكملها. 
دعا شيانج وزوجته سونغ مي لينج اللذان لعبا دورًا رئيسيًا في الحملة إلى حياة تسترشد بأربع فضائل:lǐ (禮 / 礼 : طقوس مناسبة)، يي (義 / 义 : البر أو العدل)، ليان (廉 : الصدق والنظافة) وشي (恥 / : عار؛ الشعور بالصواب والخطأ).  استمرت الحملة بمساعدة جمعية القمصان الزرقاء ومجموعة "CC Clique" داخل الحزب القومي والمبشرين المسيحيين في الصين.

## السياق التاريخي
تأسست حركة الحياة الجديدة في الوقت الذي واجهت فيه الصين -التي أضعفتها الإمبريالية الغربية - تهديدات النزعة العسكرية اليابانية المتزايدة والفصائل المحلية والشيوعية.
تم إطلاق حركة الحياة الجديدة في سياق قلق تشيانج المتزايد من الفساد والانحلال الأخلاقي الذي ألقى باللوم فيه على التأثيرات الأجنبية.
كتب المؤرخ كولين ماكيراس أن «الفساد كان سمة ثابتة لحكم تشيانغ كاي شيك»، وأن المحسوبية والرشوة كانت منتشرة بين البيروقراطية، واتهم تشيانج قائلًا: «إذا لم نتخلص من الجسم الحالي للفساد والرشوة وعدم الاكتراث والجهل، ونؤسس بدلاً من ذلك إدارة نظيفة وفعالة، فإن اليوم الذي ستبدأ فيه الثورة ضدنا كما فعلنا بالمانشو سيأتي قريبًا.».
زعم شيانج كذلك أن حياة الرجل الصيني يمكن تلخيصها بكلمات مثل «مذهب المتعة»، للدلالة على سعيه غير المبدئي وغير المسيطر عليه من أجل المتعة، «الكسل» إشارة إلى إهماله وكذلك «القذارة التي لا تطاق» في كل جوانب حياته. 
وصف وانغ تشينغ وي المنافس السياسي لتشيانج الحياة الصينية بأنها حياة «التدخين» و «المرض» و «المقامرة» و «القذارة» و «الأشباح» (أي الخرافات) و «التراخي». كان الأساس النفسي لمثل هذا السلوك هو «الافتقار إلى الوعي» و«البحث عن الذات».
وقال بأن «البحث عن الذات» أدى إلى رفض أي تدخل خارجي في هذا النوع من السلوك باعتباره تعديًا على «الحرية».
دون أي اعتبار للآخرين وحقوقهم، فقط لأجل راحة الفرد، مما يعيق حتمًا الحياة الإجتماعية والتضامن الجماعي. 
تفاقمت هذه المخاوف في ذهن شيانغ بسبب تدفق الأفكار الأجنبية بعد حركة الثقافة الجديدة وحركة الرابع من مايو، التي عززت المفاهيم الغربية مثل الليبرالية والبراغماتية والقومية بالإضافة إلى الأفكار الأكثر راديكالية بما في ذلك الماركسية.
حاولت الحركة مواجهة مثل هذه التهديدات من خلال إحياء الأخلاق الصينية التقليدية، التي اعتبرتها متفوقة على القيم الغربية الحديثة، واستندت الحركة إلى الكونفوشيوسية الممزوجة بالمسيحية والقومية والسلطوية التي لها بعض أوجه التشابه مع الفاشية.  لقد رفضت الفردية والليبرالية، بينما عارضت الاشتراكية والشيوعية.
دعت سونغ مي لينغ إلى برنامج التنوير الروحي، وكتبت في مجلة فورم الأمريكية عام 1935: "مجرد تراكم الثروة الهائلة لا يكفي لتمكين الصين من استعادة مكانتها كدولة عظيمة". وتابعت أنه يجب أن يكون هناك أيضًا "إحياء للروح، لأن القيم الروحية تتجاوز الثروات المادية، واستطاعت أن تلعب دورًا رئيسيًا في إطلاق الحركة وتمثيل وجهها العام. 

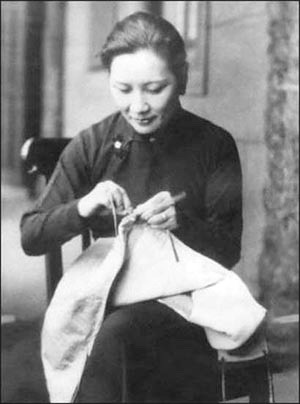
سونغ مي لينغ- خياطة الزي الرسمي للجنود

## المذاهب والمعتقدات المبدئية
يجب أن تنطبق هذه المبادئ على الحياة العادية من حيث المأكل والملبس والمأوى والعمل. الفضائل الأربع هي المبادئ الأساسية لتعزيز الأخلاق، إنها تشكل القواعد الرئيسية للتعامل مع الرجال والشؤون الإنسانية، من أجل تنمية الذات والتكيف مع البيئة المحيطة، ومن يخالف هذه القواعد محكوم عليه بالفشل، والأمة التي تهملها لن تنجو ". 
قام تشيانج لاحقًا بتوسيع الفضائل الأربع لثمانية حيث أضاف «السرعة» و «الدقة» و «الانسجام» و «الكرامة». تم تلخيص هذه العناصر في شكلين أساسيين: «النظافة» و «الانضباط».
تم تشجيع الناس على الانخراط في سلوك مهذب حديث، مثل عدم البصق أو التبول أو العطس في الأماكن العامة، وتشجيع تبني آداب المائدة الجيدة، مثل عدم إصدار ضوضاء عند تناول الطعام.

## الاستقبال
على الرغم من الهدف الفخم المتمثل في تنشيط الصين وإحداث ثورة فيها، انتهت حركة الحياة الجديدة بالفشل، حيث ظلت الاستجابة المحلية والأجنبية ضعيفة طوال فترة الحركة.
أدى الجمع بين عدم قدرة الحركة على صياغة أيديولوجية منهجية، والتفاهة الظاهرة لمخاوفها إلى جعل المعلقين الصينيين والأجانب يتجاهلون أهمية أيديولوجية الحياة الجديدة ونواياها، وبدلاً من ذلك الاتجاه إلى التأكيد على الجوانب الأكثر سطحية للحركة.
ونتيجة لذلك تم التعامل مع الحركة بشكل مختلف باعتبارها مزحة، أما أولئك الذين أخذوها على محمل الجد فقد وصفوها كتراجع ضحل وقديم إلى التقاليد الصينية، التي أثبتت بالفعل أنها غير قادرة على حل مشاكل الصين. 

## تطبيقات
تهدف حركة الحياة الجديدة إلى السيطرة على أنماط الحياة الصينية، بما في ذلك الإجراءات والقواعد الأخلاقية: معارضة إلقاء القمامة والبصق العشوائي، ومعارضة تعاطي الأفيون، ومعارضة الاستهلاك الظاهر، ورفض الترفيه غير الأخلاقي لصالح الهوايات الفنية والرياضية، ودعت للسلوك المهذب كتحية العلم.
وحث تشيانغ المواطنين على الاستحمام بالماء البارد، لأن العادة اليابانية المتمثلة بغسل الوجه بالماء البارد كانت علامة على قوتهم العسكرية.
اعتمد تشيانغ على تطبيق القانون الحكومي لتعزيز السلوك الأخلاقي، وتم إنشاء فرق عمل في مناطق مختلفة لتنفيذ الحركة، ومع ذلك فإن التقارير الواردة من بعض المقاطعات بشأن التنفيذ، كانت تنظر إلى الحركة على أنها تعاني من نقص حاد في التمويل، ونقص في الموظفين، وسوء فهم المسؤولين عن إنفاذ القانون.